# Vladimír Šolta
Vladimír Šolta (25. dubna 1924 Plzeň – 19. prosince 1977 Praha) byl český malíř, scénograf, grafik, ilustrátor, překladatel, politik a redaktor

## Život a politika
V letech 1945–1950 vystudoval malbu na Vysoké škole uměleckoprůmyslové v Praze v ateliéru Emila Filly. Dále navštěvoval externě kursy scénografie u Františka Tröstera a M. Kouřila. Již při studiu pracoval jako scénograf a návrhář kostýmů, například k Majakovského hře Ledová sprcha pro Lidové divadlo v Ostravě (1948) nebo ke Strakonickému dudákovi (1948/49), rovněž v Ostravě.
Jeho zájmy byly velmi široké, kromě scénografie se věnoval hlavně malbě, kresbě, kreslil také na keramiku, překládal a napsal jeden cestopis.
Od mládí se angažoval v levicové politice, za druhé světové války se účastnil odboje. Do roku 1950 maloval sociální témata moderním stylem, který koncem 40. let opustil. Vstupem do KSČ se v politicky angažovaném umění stal radikálem. Roku 1951 po návratu ze SSSR napsal agitku Bojový příklad sovětské grafiky. V této propagaci pokračoval jako angažovaný umělec a veřejný činitel. Od roku 1953 se stal členem Armádního výtvarného studia, v letech 1960–68 dokonce náčelníkem tohoto studia.
Jeho figurální malba se obrací hlavně k pracovní tematice.
Cestoval často na studijní cesty do zahraničí, kromě Sovětského svazu také na Kubu, do Egypta, Vietnamu nebo Chile, kde zachycoval prostředí akvarelovými skicami. Jeho dílo je rozsáhlé, extenzivní, ale málokdy soustředěné a dotažené. V nejlepších olejomalbách, vytvořených expresivním stylem a pastózními barvami volným rukopisem připomíná malbu Jana Baucha. Jako svůj příspěvek k oslavě 30. výročí osvobození Československa Sovětskou armádou vydal knihu Umění radosti i boje (1976).
Politická a organizační činnost jej žel odváděla od soustředění na výtvarnou práci.
Zastával funkci místopředsedy Svazu českých výtvarných umělců.

## Rodina a smrt
Žil v bezdětném manželství s herečkou Jiřinou Švorcovou. Zemřel předčasně, po úrazu na schodech svého domu.